# JCS 1779
JCS 1779 bezeichnet in Kurzform die Direktive 1779 der Joint Chiefs of Staff (JCS) an den Oberbefehlshaber der US-Besatzungstruppen in Deutschland. In ihrer Revision 1 (JCS 1779/1) löste sie am 15. Juli 1947 die Direktive JCS 1067/6 ab, die noch während der Kampfhandlungen des Zweiten Weltkriegs entstanden war und seit April 1945 galt. Die Direktive JCS 1779/1 war dagegen bereits vom Kalten Krieg geprägt. Sie wurde ihrerseits am 21. September 1949 durch das Besatzungsstatut für die Trizone bzw. das „Kleine Besatzungsstatut“ für die drei Westberliner Sektoren ersetzt.

## Vorgeschichte
Bereits im April 1945 hatte Dwight D. Eisenhower für die erste Zeit nach der Kapitulation (the initial post-defeat period) die Direktive JCS 1067/6 erhalten. Demnach sei es vorrangiges Ziel, dass von Deutschland nie wieder eine Gefahr für den Weltfrieden ausgehe. Hierzu seien nationalsozialistische Ideen und der Militarismus zu beseitigen, Kriegsverbrecher zu bestrafen, die Industrie auf zivile Produkte umzustellen, das Land zu demilitarisieren und Vorbereitungen für einen späteren Wiederaufbau des politischen Lebens auf demokratischer Grundlage zu treffen.
Ebenfalls im April 1945 hatte Josef Stalin gegenüber Milovan Đilas dargelegt, was er als Folge militärischer Besetzungen ansah: „Wer ein Gebiet besetzt, wird auch sein Gesellschaftssystem bestimmen. Jeder wird sein System so weit einführen, wie seine Armee vorrücken kann.“ Tatsächlich mussten die Westmächte zur Kenntnis nehmen, dass die Sowjetunion seit 1944 die bisher von ihr unabhängigen osteuropäischen Staaten Polen (1944), Albanien (1944), Bulgarien (1944) und Ungarn (1945) sowie seit 1945 die sowjetische Besatzungszone (SBZ) mit Propaganda, Androhung von Gewalt und Gewalt in Satellitenstaaten verwandelte und dies auch in der Türkei, dem Iran und in Griechenland versuchte. Es begann in den USA und Großbritannien die Diskussion, ob die wirtschaftliche Niederhaltung Deutschlands, wie sie der Morgenthau-Plan in extremer Weise vorgesehen und die Direktive JCS 1067/6 in abgemilderter Form vollzogen hatte, tatsächlich im eigenen wirtschaftlichen und weltpolitischen Interesse sei.

## Änderung der anglo-amerikanischen Besatzungspolitik
Auf dem Dienstweg hatte General Lucius D. Clay, seit Mai 1945 stellvertretender Oberbefehlshaber der amerikanischen Besatzungstruppen in Deutschland und seit Oktober 1945 auch stellvertretender Militärgouverneur der amerikanischen Besatzungszone und des amerikanischen Sektors von Berlin, unterstützt durch den außenpolitischen Berater Robert Murphy, schon seit August 1945 aufgrund eigener Kenntnis der Verhältnisse im besetzten Deutschland eine großzügige Interpretation und Ergänzung der Direktive JCS 1067/6 zugunsten der deutschen Bevölkerung empfohlen und argumentiert:

„Die Entscheidung ist klar, wenn man vor der Wahl steht zwischen Kommunismus bei täglich 1.500 kcal und dem Glauben an die Demokratie bei täglich 1.000 kcal.“

Clays Anliegen unterstützten mehrere von ihm in Auftrag gegebene Umfragen durch die US-Militärverwaltung (OMGUS) sowie der Hoover-Report von Oktober 1945 und der Byron-Price-Report von Ende 1945. Am 5. März 1946 sprach Winston Churchill in einer Rede die sowjetische Machtausbreitung hinter dem Eisernen Vorhang öffentlich an. Die westliche Seite betrieb im Rahmen des sich nun entwickelnden Kalten Kriegs eine Containment-Politik, deren Vorgaben auf US-amerikanischer Seite zunächst die Truman-Doktrin von März 1947 darstellte. Beide Parteien des Ost-West-Konflikts versuchten, die Bevölkerung des geteilten und besetzten Deutschlands auf jeweils ihre Seite zu ziehen.
In der US-amerikanischen Zone zeitigte der Wandel in der Besatzungspolitik schon im Mai 1946 praktische Folgen: Hatten die Vier Mächte sich noch Ende März 1946 auf umfangreiche Demontagen deutscher Anlagen als Reparations-Leistung vor allem an die Sowjetunion und Frankreich geeinigt, so ließ US-Präsident Harry S. Truman nun alle Reparationen aus der US-Zone einstellen. Bekanntgegeben und erläutert wurde der deutschen Öffentlichkeit die neue Linie der US-Politik vor allem durch die Hoffnungsrede, die der US-amerikanische Außenminister James F. Byrnes am 6. September 1946 in Stuttgart hielt und die im Wesentlichen auf einer Denkschrift Clays beruhte. Clay beauftragte zu jener Zeit außerdem den Industriellen Lewis Herold Brown, sich in Deutschland einen Eindruck über die wirtschaftliche Lage zu machen und Vorschläge für Maßnahmen seitens der US-Besatzung zum Wiederaufbau zu formulieren. Daraus entstand 1947 ein Gutachten zur wirtschaftlichen Wiederbelebung der drei Westzonen, eine der Grundlagen des gerade entstehenden Marshall-Plans. US-Außenminister George C. Marshall bestätigte seinem sowjetischen Kollegen Wjatscheslaw Michailowitsch Molotow während der Vier-Mächte-Konferenz im März 1947 die geänderte Strategie der USA gegenüber dem besetzten Deutschland: Die USA seien gegen eine Politik, die Deutschland weiter als überfülltes Elendsviertel und wirtschaftliches Armenhaus inmitten von Europa belasse. Jetzt sei die Zeit gekommen, die Deutschen zu ermächtigen, eine zentrale provisorische Regierung zur Bearbeitung nationaler Fragen zu bilden. Clays politischer Berater Murphy sandte Ende Juni 1947 an das US-Außenministerium eine Stellungnahme zur gewünschten zukünftigen Rolle West-Deutschlands: Er empfahl eine Überarbeitung des von den Vier Mächten verabschiedeten Plans zur Beschränkung der deutschen Industrie (Level of Industry Plan) mit dem Ziel des marktwirtschaftlichen Wiederaufbaus. Dadurch könne Deutschland auch zum Wiederaufbau Europas beitragen. Der solle durch einen vom Dollar unabhängigen europäischen niedrigschwelligen Wirtschaftsraum gefördert werden.

## Verabschiedung von JCS 1779
Vor diesem Hintergrund wurde damals in Washington zwischen Diplomaten und Vertretern der Wirtschaft sowie Politikern und Militärs im State-War-Navy Coordinating Committee (SWNCC) um einen Text gerungen, der die Direktive JCS 1067/6 ablösen sollte. Schließlich entstand aus Entwurf SWNCC 327 / 4 die Revision 1 der Direktive JCS 1779 (JCS 1779/1). Nach Zustimmung durch US-Präsident Truman und Bestätigung durch das US-Außen-, Kriegs- und Marine-Ministerium sandten die Joint Chiefs of Staff am 11. Juli 1947 die Direktive JCS 1779/1 an den Adressaten, General Clay, seit 15. März 1947 Militärgouverneur der amerikanischen Besatzungszone und des amerikanischen Sektors von Berlin. Am 15. Juli 1947 wurde diese Direktive in Kraft gesetzt und damit JCS 1067/6 abgelöst.

## Inhalt
Die Direktive JCS 1779/1 untersagte nicht mehr wie die Direktive 1067/6 Maßnahmen zur wirtschaftlichen Gesundung Deutschlands (no steps toward the economic rehabilitation) über das eigene Interesse der Besatzungsmacht an Ruhe und Ordnung hinaus und stellte nicht mehr die Bestrafung (punishment) der Deutschen und die Wiedergutmachung (retribution) durch Deutschland in den Vordergrund, sondern erklärte im Gegensatz hierzu:

„Ein geordnetes, wirtschaftlich blühendes Europa erfordert die wirtschaftliche Unterstützung durch ein stabiles und leistungsfähiges Deutschland“

wenn auch zugleich ein Wiederaufleben des „zerstörerischen Militarismus“ auszuschließen sei.
Für dieses Ziel enthielt die Direktive JCS 1779/1 über mehr als zehn Seiten hinweg detaillierte Erläuterungen und Aufträge an den US-Befehlshaber in der amerikanischen Besatzungszone:
Neu oder doch stärker in den Vordergrund gerückt gegenüber der vorigen Direktive (JCS 1067) waren:
- das Wiederherstellen der Herrschaft des Rechts in der deutschen Justiz und Verwaltung
- das Unterlassen willkürlicher und bevormundender Maßnahmen
- das Fördern wissenschaftlicher, kultureller und religiöser Einrichtungen
- das Fördern des Austauschs mit ausländischen wissenschaftlichen Einrichtungen
- das Werben für demokratische Verhältnisse durch Re-Orientierung (statt Re-Education)
- das Stärken privatwirtschaftlicher Strukturen
- das Zulassen staatlicher Industrien, sofern das funktional notwendig ist
- außer bezüglich Rüstungsgüter das Aufheben der Produktionsbeschränkungen
- das Fördern des Wiederaufbaus der Versorgungswege
- das Unterstützen gewerkschaftlicher Vertretungen
- das Fördern des Warenaustauschs mit Nachbarstaaten außer denjenigen unter sowjetischem Einfluss

Dagegen wurden einige Vorgaben aus der Direktive 1067 zwar wiederholt, aber teilweise weniger strikt formuliert oder relativiert, so beispielsweise:
- die Wiedergutmachung
- die Reparationen
- die Versorgung durch das Deutsche Reich heimatlos gemachter Personen
- das Rückerstatten geraubter Güter (beispielsweise Kunstwerke, Gold) oder Entschädigung
- die Demilitarisierung der Industrie

Clay erhielt im Herbst 1947 eine weitere Direktive, die der Klarstellung und Betonung (amplification) einiger Passagen der Direktive JCS 1779/1 dienen sollte und andere Weisungen ersetzte, die noch von 1945 und 1946 stammten. Darin erhielt Clay unter anderem den Auftrag, unter dem Vorbehalt, dass dabei keine ultra-nationalistischen oder antidemokratischen Gemeinschaften oder Ideen entstehen und dass dadurch die Sicherheit der Besatzungsmacht und der Weltfrieden und die Unabhängigkeit anderer Nationen nicht gefährdet wird:
- den Deutschen eigene politische, wirtschaftliche und kulturelle Entwicklungen zu ermöglichen
- den Deutschen keine ihnen fremde Gedanken oder Verhaltensweisen aufzuzwingen
- möglichst enge Verbindungen zwischen deutschen und anderen westeuropäischen Staaten zu fördern
- die Beteiligung von Deutschen an der politischen und wirtschaftlichen Organisation eines freien Europas zu fördern
- den persönlichen Kontakt und Gedankenaustausch zwischen deutschen führenden Persönlichkeiten (leaders) in allen Feldern der Öffentlichkeit und solchen anderer demokratischer Staaten selbst zu suchen und zu fördern
- die Folgen der Teilung Deutschlands zu mindern
- alle konstruktiven Bestrebungen für eine Wiedervereinigung (unification) zu unterstützen
- die politische und wirtschaftliche Entwicklung in der sowjetisch besetzten Zone gründlich zu beobachten

## Begleitende Maßnahmen
Der noch von allen Vier Mächten am 29. März 1946 für die vier Besatzungszonen verabschiedete Plan zur Beschränkung der deutschen Industrie (Level of Industry Plan) wurde seitens der US-Amerikaner und Briten am 29. August 1947 durch eine neue Version ersetzt (Revised Level of Industry Plan). Demnach sollte die deutsche Wirtschaft in der Bizone nur noch hinsichtlich militärischer Zwecke gedrosselt, in den übrigen Bereichen dagegen gefördert werden. Die Änderung sei erforderlich, weil andernfalls Deutschland weiter von Unterstützung durch die Besatzungsmächte abhängig bleibe und auch die Nachbarstaaten in Mitleidenschaft gezogen würden.
 Am 3. April 1948 setzte Präsident Truman das European Recovery Program (ERP) in Kraft, das unter dem Namen Marshall-Plan bis 1952 neben vielen anderen europäischen Ländern auch der Trizone zugutekam, während die UdSSR den Staaten in ihrem Einflussbereich einschließlich der SBZ eine Beteiligung untersagte.

## Ablösung durch das Besatzungsstatut
Die Direktive JCS 1779/1 hat die amerikanische Deutschlandpolitik maßgeblich bestimmt, bis im Herbst für die Trizone das Besatzungsstatut und für die Westberliner Sektoren das „Kleine Besatzungsstatut“ in Kraft trat.